# Josia integra
Josia integra är en fjärilsart som beskrevs av Walker 1854. Josia integra ingår i släktet Josia och familjen tandspinnare. Inga underarter finns listade i Catalogue of Life.